# 毛葉澤蘚
毛葉澤蘚（学名：Philonotis lancifolia）为珠蘚科澤蘚屬下的一个种。

## 扩展阅读
- 維基物種上的相關：毛葉澤蘚